# Ivanoe Bonomi
Ivanoe Bonomi (Mântua, 18 de outubro de 1873 — Roma, 20 de abril de 1951) foi um político italiano. Ocupou o cargo de primeiro-ministro da Itália.